# Icerya sulfurea
Icerya sulfurea är en insektsart som beskrevs av Karl Hermann Leonhard Lindinger 1913. Icerya sulfurea ingår i släktet Icerya och familjen pärlsköldlöss. Inga underarter finns listade i Catalogue of Life.